# Eyroles
Eyroles är en kommun i departementet Drôme i regionen Auvergne-Rhône-Alpes i sydöstra Frankrike. Kommunen ligger i kantonen Nyons som tillhör arrondissementet Nyons. År 2022 hade Eyroles 22 invånare.

## Befolkningsutveckling
Antalet invånare i kommunen Eyroles
Referens:INSEE